# R. H. Tawney
Richard Henry Tawney, né à Calcutta le 30 novembre 1880 et mort à Londres le 16 janvier 1962, est un historien de l'économie britannique.

## Biographie
Richard Henry Tawney est le fils de Charles Henry Tawney, universitaire spécialiste du sanskrit et professeur à l'université de Calcutta, et de Constance Catherine Fox. Il naît en Inde où il passe sa première enfance, et après le retour de sa famille en Angleterre, fait ses études à Rugby, puis à Balliol College, Oxford. Il est un ami d'enfance de William Temple qui célèbre son mariage avec Jeannette Beveridge en 1909.
Tawney meurt le 16 janvier 1962, et est enterré au cimetière de Highgate à côté de son épouse morte en 1958. Un service religieux, présidé par le responsable du parti travailliste Hugh Gaitskell, est célébré à St Martin-in-the-Fields, le 8 février.

## Distinctions
Il est docteur honoris causa de nombreuses universités britanniques et étrangères, par ordre chronologique : Manchester, Chicago, Paris, Oxford, Birmingham, Londres, Sheffield, Melbourne, et Glasgow.

## Publications
- The Agrarian Problem in the Sixteenth Century, London, Longman, Green and Co, 1912.
- The Acquisitive Society, New York, Harcourt Brace and Howe, 1920 ; Mineola, NY, Dover, 2004  (ISBN 0-486-43629-2)
- Secondary Education for All, 1922
- Education: the Socialist Policy, 1924
- Religion and the Rise of Capitalism, 1926 ; Mentor, 1953 ; Peter Smith, 1962
- Equality, 1931
- Land and Labour in China, 1932
- The Radical Tradition: Twelve Essays on Politics, Education and Literature, Harmondsworth, Penguin, 1964